# 傑克·亨特
傑克·亨特（英語：Jack Hunt, 1990年12月6日 - ）是一位英格蘭足球運動員，在場上司職右後衛，但也可擔任右中場。現效力於英冠球隊布里斯托城，曾效力於水晶宮。他在2013年9月2日轉會水晶宮。

## 榮譽

### 俱樂部
哈特斯菲爾德
- 英格蘭足球甲級聯賽升級附加賽冠軍：2011–12賽季

### 個人
- 哈特斯菲爾德賽季最佳青年球員：2011–12賽季

## 外部連結
- 足球数据库：傑克·亨特的球员统计数据
- Soccerway資料庫：傑克·亨特